# Aulacomya atra
Espèce
Synonymes
- Aulacomya ater ater[1]
- Aulacomya ater (Molina, 1782)[1]
- Aulacomya magellanica (Chemnitz, 1783)[1]
- Mytilus (Aulacomya) diluculum Mörch, 1874[1]
- Mytilus americanus d'Orbigny, 1846[1]
- Mytilus ater Molina, 1782[1]
- Mytilus crenatus Lamarck, 1819[1]
- Mytilus decussatus Lamarck, 1819[1]
- Mytilus diluculum Mörch, 1874[1]
- Mytilus magellanicus var. curvatus Stempell, 1899[1]
- Mytilus magellanicus Chemnitz, 1785[1]
- Mytilus oblongus Clessin, 1887[1]
- Mytilus orbignyanus Hupé in Gay, 1854[1]
- Mytilus pyriformis Gould, 1850[1]

Aulacomya atra (écrit de façon erronée Aulacomya ater), ou Cholga, selon son nom commun, est une espèce de mollusques bivalves filtreurs de la famille des Mytilidae (du genre Aulacomya) originaire d'Amérique du Sud. 

## Aire d'origine
On la trouve sur les côtes du Pérou et de tout le Chili, particulièrement depuis Callao jusqu'au canal Beagle ainsi que dans l'archipel Juan Fernández. Dans l'Atlantique américain, sa distribution s'étend du sud du Brésil jusqu'à la Terre de Feu et les Îles Malouines.

## Autres localisations
On la trouve aussi sur les côtes de la Nouvelle-Zélande et en Afrique du Sud où elle peut mesurer 90 mm de long, depuis la Namibie jusqu'à Port-Alfred (Afrique du Sud). Elle vit entre la zone intertidale jusqu'à 40 mètres.
Elle a été introduite depuis l'Amérique du Sud dans le Moray Firth (Écosse, Europe) en 1997. Elle a sans doute été apportée sous forme de larves fixées sur les coques de cargos marchands. On ne connaît pas d'autres stations en Europe. L'espèce, bien que exotique, ne semble pas poser de problèmes comme beaucoup d'espèces devenant invasives sitôt introduites dans un milieu favorable mais hors de portée naturellement.

## Utilisation
C'est une espèce comestible, qui peut atteindre 170 mm de long et fait partie de la nourriture typique du Chili, particulièrement du Sud (Puerto Montt, île de Chiloé). Les indigènes, depuis des temps très reculés, étaient friands de ces coquillages. Les femmes alacalufes les pêchaient en plongeant en apnée. Les coquilles vides s'entassaient sur les rivages formant des monticules pouvant dépasser 2 mètres.

## Description
La coquille mytiliforme a le bord central concave dans la majorité des exemplaires tandis que le dorsal est notoirement plus proéminent jusqu'à la moitiè postèrieure de la valve. Il présente des stries externes de croissance concentriques et des côtes radiales. Le périostracum est de couleur noir-bleuté à café sombre. Les umbos sont recourbés et pointus. La charnière a une unique dent sur la valve gauche. L'intérieur des valves est nacré. Comme toutes les moules, on trouve à la base du pied un organe filamenteux, le byssus, qui sert à la Moule à se fixer sur les supports (rochers, coques de navires, etc) immergés.
Le rebord des valves est tranchant et peut infliger de graves blessures.